# UPM-Kymmene

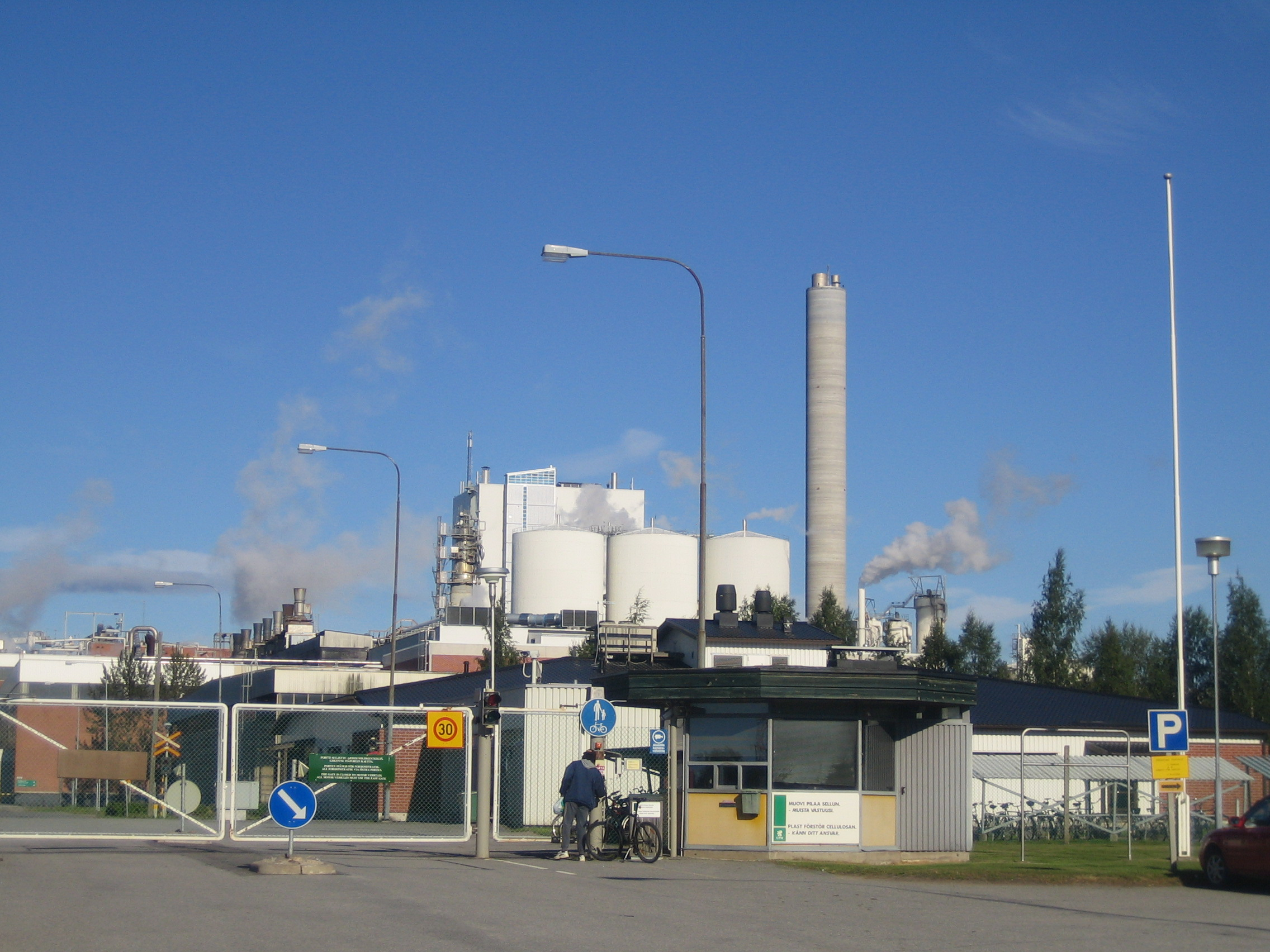
UPM papierfabriek in Jakobstad, Finland

UPM-Kymmene Oyj of simpelweg UPM) is een Fins houtverwerkend bedrijf. UPM-Kymmene werd gevormd door de fusie van Kymmene Oyj met Repola Oy en dochteronderneming United Paper Mills Ltd op 1 mei 1996.

## Activiteiten
In 2018 behaalde het bedrijf een omzet van ruim 10 miljard euro. Europa was de belangrijkste afzetmarkt, hier werd ruim 60% van de omzet gerealiseerd.
Er zijn zes bedrijfseenheden:
- UPM Biorefining (hout, pulp en biobrandstof)
- UPM Energy
- UPM Raflatac (stickers)
- UPM Specialty Papers
- UPM Communication Papers (papier voor de grafische sector)
- UPM Plywood (multiplex).

Het grootste bedrijfsonderdeel is UPM Communication Papers met een omzetaandeel van zo'n 40% in 2018, gevolgd door UPM Biorefining die een kwart van de omzet vertegenwoordigd. UPM Biorefining levert wel de grootste bijdrage aan het bedrijfsresultaat. De groep stelt 19.000 mensen te werk en heeft productiefaciliteiten in 12 landen. In Finland zijn ruim 7000 medewerkers actief. 
De aandelen van UPM staan genoteerd op beurs van Helsinki. UPM is het enige papierbedrijf dat deel uitmaakt van de Dow Jones Sustainability Indices en het enig bedrijf uit de bosbouwindustrie op het United Nations Global Compact LEAD sustainability leadership platform.

## Trivia
UPM is de eigenaar en uitbater van de Verla molen die een museum is sinds 1972 en UNESCO World Heritage Site is sinds 1996.